# Rina Ikoma
Rina Ikoma (生駒 里奈 Ikoma Rina?,  Yurihonjō, Prefectura de Akita, 29 de diciembre de 1995) es una idol, actriz y cantante japonesa. Es principalmente conocida por haber sido miembro del grupo de pop femenino Nogizaka46, así como también exmiembro del Equipo B de AKB48. En 2015, protagonizó la película Corpse Party, que se basa en el videojuego homónimo.

## Biografía

### Primeros años
Ikoma nació el 29 de diciembre de 1995 en la ciudad de Yurihonjō, prefectura de Akita. Aprendió a bailar a una edad temprana y se involucró en el mundo del espectáculo con el apoyo de su padre, quien le recomendó que audicionara para el grupo idol Nogizaka46. En 2011, Ikoma audicionó junto con otras 38.934 participantes. Se convirtió en una de las 56 jóvenes que avanzaron a la ronda final, mientras que en agosto fue elegida para convertirse en una de los 36 miembros fundadores.

### Nogizaka46
Para el sencillo debut de Nogizaka46, Guruguru Curtain, Ikoma fue nombrada como uno de los tres centros en la coreografía. Se convirtió en la única miembro que mantuvo su posición de centro en el segundo sencillo, Oide Shampoo. También grabó una canción en solitario para acompañar dicho sencillo, convirtiéndose en la primera del grupo en hacerlo. El 24 de febrero de 2014, se anunció que Ikoma tendría un puesto en el equipo B de AKB48.
El 26 de febrero de 2015, se reveló que Ikoma fue elegida para protagonizar la película de acción en vivo de Corpse Party, basada en la serie de videojuegos homónima. Un mes después, el 26 de marzo de 2015, se anunció que sería relevada de su posición concurrente en AKB48. El 21 de febrero de 2016, Ikoma se convirtió en modelo para Anna Sui. Lanzó su primer álbum de fotos en solitario, Kimi no Ashiato, el 24 de febrero de 2016. El álbum vendió 16,000 copias en su primera semana y clasificó en primer lugar en el cuadro de ventas de libros de fotos semanales de Oricon.

## Filmografía

### Televisión
- Nogizakatte, Doko? (TV Tokyo, 3 de octubre de 2011 - 13 de abril de 2015)
- Quiz! Ichigan (Tokyo Broadcasting System, 20 de abril de 2012 -  27 de julio de 2012)
- Tsubokko (Tokyo Broadcasting System)
- Special research police JUMPolice (TV Tokyo, 4 de abril de 2014 - presente)
- Hatsumori Bemars (TV Tokyo, 2015), as Academy
- Hana Moyu (NHK, 2015)
- Honto ni Atta Kowai Hanashi Natsu no Tokubetsu-hen 2016 - Mou Hitori no Elevator (Fuji TV, 2016)
- Oh My Jump! (2018), Tomoko Himura

### Películas
- Gekijōban Bad Boys J: Saigo ni Mamoru Mono (2013), Airi Kinoshita
- Pirameki Koyaku Koi Monogatari: Koyaku ni Akogareru Subete no Oyako no Tameni (2015), ella misma
- Corpse Party (2015), Naomi Nakashima
- Corpse Party: Book of Shadows (2016), Naomi Nakashima

### Eventos
- Girls Award 2013 A/W
- Tokyo Girls Collection 2016 S/S

### Teatro
- Subete no Inu wa Tengoku e Iku (AiiA 2.5 Theater Tokyo, 1 de octubre de 2015 - 12 de octubre de 2015)
- Joshiraku: Toki Kakesoba (AiiA 2.5 Theater Tokyo, 12 de mayo de 2016 - 22 de mayo de 2016)
- Kochira Katsushika-ku Kameari Kōen-mae Hashutsujo (AiiA 2.5Theater Tokyo, septiembre de 2016) como Saki

### Comerciales
- Mouse Computer Japan (2017-presente)

### Photobooks
- Kikan Nogizaka vol.4 Saitō (26 de diciembre de 2014, Tokyo News Service)
- Kimi no Ashiato (24 de febrero de 2016, Gentosha)